# Zeekraal-klasse
De zeekraal-klasse (Thero-Salicornietea) is een klasse van syntaxa die van nature soortenarme vegetatie omvat die voorkomt in zeer zoute en zeer zuurstofarme standplaatsen in het maritieme getijdenlandschap.

## Naamgeving en codering
- Syntaxoncode voor Nederland (rVvN): r26
- Natura2000-habitattypecode (EU-code): H1310

De wetenschappelijke naam Thero-Salicornietea is afgeleid van de botanische naam van zeekraal (Salicornia), het belangrijkste plantengeslacht van deze klasse. Het prefix Thero- verwijst naar het grote aandeel van therofyten waaruit de gemeenschappen uit deze klasse zijn opgebouwd.

## Onderliggende syntaxa in Nederland en Vlaanderen
De zeekraal-klasse wordt in Nederland en Vlaanderen vertegenwoordigd door slechts één orde met maar één onderliggend verbond. Er worden in Nederland en Vlaanderen geen romp- en derivaatgemeenschappen uit deze klasse onderscheiden.
- - zeekraal-orde (Thero-Salicornietalia)
    - zeekraal-verbond (Thero-Salicornion)
      - associatie van langarige zeekraal (Salicornietum dolichostachyae)
      - associatie van kortarige zeekraal (Salicornietum brachystachyae)
      - zandzeekraal-associatie (Salicornietum decumbentis)
      - schorrenkruid-associatie (Suaedetum maritimae)